# Stomilanki Olsztyn
Stomilanki Olsztyn (właśc. Kobiecy Klub Piłkarski Stomilanki Olsztyn, w skrócie KKP Stomilanki Olsztyn) – polski klub piłki nożnej kobiet, mający siedzibę w mieście Olsztyn, grający od 2023 w rozgrywkach Ekstraligi kobiet.

## Historia
Treningi klubu zaczęły się już we wrześniu 2010 roku, jednak został oficjalnie założony 8 stycznia 2011 roku. Stomil II Olsztyn wywalczył miejsce w II lidze, jednak jego miejsce zajęły Stomilanki. Jako KP Stomil Olsztyn drużyna zagrała w I grupie II ligi, zajmując II miejsce, dające awans do I ligi.
Klub w I lidze grał 9 sezonów - od sezonu 2014/15 do 2022/23. Wtedy to olsztyński zespół wywalczył historyczny awans do Ekstraligi.
Pierwszy mecz w najwyższej klasie rozgrywkowej Stomilanki rozegrały 19 sierpnia 2023 roku przeciwko Śląskowi Wrocław, który zremisowały 0:0.

## Sukcesy

### Trofea krajowe
Na podstawie:
| \| \| Zdobyte trofea w rozgrywkach Polski (stan na: 31-05-2021) \| |                                                           |      |          |
| Rozgrywki                                                          | Osiągnięcie                                               | Razy | Sezon(y) |
| Mistrzostwo                                                        | I miejsce                                                 | 0    |          |
| Mistrzostwo                                                        | II miejsce                                                | 0    |          |
| Mistrzostwo                                                        | III miejsce                                               | 0    |          |
| Puchar                                                             | zdobywca                                                  | 0    |          |
| Puchar                                                             | finalista                                                 | 0    |          |
| Puchar                                                             | 1/4 finału                                                | 1    | 2021/22  |
| Superpuchar                                                        | zdobywca                                                  | 0    |          |
| Superpuchar                                                        | finalista                                                 | 0    |          |
| Puchar Ligi                                                        | zdobywca                                                  | 0    |          |
| Puchar Ligi                                                        | finalista                                                 | 0    |          |
| II liga                                                            | I miejsce                                                 | 0    |          |
| II liga                                                            | II miejsce                                                | 0    |          |
| II liga                                                            | III miejsce                                               | 0    |          |
| Polska                                                             | Zdobyte trofea w rozgrywkach Polski (stan na: 31-05-2021) |      |          |

## Obecny skład
Na podstawie:
Stan na 4 grudnia 2023
| Nr | Poz. | Piłkarz              |
| -- | ---- | -------------------- |
| 1  | BR   | Maleah Milner        |
| 2  | OB   | Martyna Żukowska     |
| 3  | OB   | Justyna Libera       |
| 4  | OB   | Wiktoria Skrzypińska |
| 5  | OB   | Karolina Taranowska  |
| 7  | OB   | Oliwia Silny         |
| 8  | PO   | Oliwia Korzec        |
| 9  | NA   | Patricia Lamanna     |
| 10 | NA   | Adrianna Rosiak      |
| 12 | BR   | Patrycja Krajewska   |

| Nr | Poz. | Piłkarz                     |
| -- | ---- | --------------------------- |
| 14 | PO   | Oliwia Czarnecka            |
| 15 | PO   | Alicja Sokołowska           |
| 16 | OB   | Gabriela Kędzia (kapitanka) |
| 17 | PO   | Kamila Osajkowska           |
| 18 | PO   | Weronika Kamala             |
| 19 | OB   | Aleksandra Drąg             |
| 20 | NA   | Marta Vidal                 |
| 21 | PO   | Mafer Contreras             |
| 23 | PO   | Fran                        |
| 26 | PO   | Katarzyna Kałużna           |